# Töreboda
Töreboda est une localité de la commune de Töreboda, dont elle est le chef-lieu, dans le comté de Västra Götaland en Suède.
Sa population était de 4691 habitants en 2019.